# Rhododendron dignabile
Rhododendron dignabile là một loài thực vật có hoa trong họ Thạch nam. Loài này được Cowan miêu tả khoa học đầu tiên năm 1937.